# I Danmark er jeg født (dokumentarfilm fra 2005)
|  | Denne artikel er oprettet af botten Steenthbot ud fra en ekstern database. Den kan derfor have sproglige fejl eller mangler. Denne skabelon kan fjernes efter kontrol af indholdet. |

 For alternative betydninger, se I Danmark er jeg født. (Se også artikler, som begynder med I Danmark er jeg født)
I Danmark er jeg født er en dansk dokumentarfilm fra 2005 instrueret af Peter Klitgaard efter eget manuskript.

## Handling
»I Danmark er jeg født« er en dokumentarfilm om det danske sprogs mange variationer skildret af danskerne selv; med mere end 45 medvirkende fra hele landet og med særlig deltagelse af Hendes Majestæt Dronningen. Det er en lun dokumentarfilm om danskerne og deres sprog, et kærligt og spøjst portræt af Danmark og dets indbyggere, hvor der synges, snakkes og fortælles på alle de swingende, sjove og forskellige dialekter, vi stadig har.
I ekstramaterialet til filmen kan man få mere at vide om danske dialekter. Dialektforskerne Viggo Sørensen og Finn Køster fortæller om det særegne ved hver enkelt landsdels dialekter, og der gives levende eksempler på sproget, som det tales på udvalgte steder.